# Ribeira do Pombal (ort)
Ribeira do Pombal är en ort i Brasilien.   Den ligger i kommunen Ribeira do Pombal och delstaten Bahia, i den östra delen av landet, 1 200 km nordost om huvudstaden Brasília. Ribeira do Pombal ligger 221 meter över havet och antalet invånare är 28 235.
Terrängen runt Ribeira do Pombal är platt.
Omgivningarna runt Ribeira do Pombal är huvudsakligen savann. Runt Ribeira do Pombal är det ganska tätbefolkat, med 58 invånare per kvadratkilometer.